# Biserica Ortodoxă a Ucrainei
Biserica Ortodoxă a Ucrainei (în ucraineană Православна церква України, Pravoslavna tserkva Ukrainy, „Biserica Ortodoxă a Ucrainei”) este o Biserică Ortodoxă din Ucraina, aflată în comuniune cu Patriarhia Ecumenică de Constantinopol, care i-a recunoscut autocefalia. Întâistătătorul acestei biserici este mitropolitul Epifanie Dumenko. Conform unui recensământ efectuat în 2016 de Academia de Științe a Ucrainei, majoritatea relativă a ucrainenilor (45,7%) aparțin de această biserică.
Biserica a luat ființă la 15 decembrie 2018, adunarea de la Catedrala Sfânta Sofia din Kiev, prin unirea Bisericii Ortodoxe Ucrainene Autocefale⁠(en)[traduceți], a Bisericii Ortodoxe Ucrainene a Patriarhiei din Kiev și a unor fracțiuni din Biserica Ortodoxă Ucraineană (Patriarhia Moscovei). Se apreciază că noua biserică unificată are circa 20.000.000 de credincioși.
Autocefalia Bisericii Ortodoxe din Ucraina este recunoscută de Patriarhia Ecumenică a Constantinopolului, Patriarhia Alexandriei, Biserica Ciprului și Biserica Grecească. 
Pe 24 mai 2023 Consiliul Episcopilor decide trecerea completă la calendarul iulian revizuit și că această tranziție va avea loc la 1 septembrie 2023. De asemenea, s-a hotărât convocarea Consiliului Local al BOU pe 27 iulie 2023, care va aproba în cele din urmă trecerea la calendarul iulian revizuit.
În cadrul bisericii există și un vicariat ortodox român, creat în 2019, dar acesta este inactiv, deoarece enoriașii români nu doresc să treacă la biserica autocefală, de frica ucrainizării. La 3 aprilie 2025, doar o singură biserică românofonă din Storojineț trecuse la Biserica Ortodoxă a Ucrainei.

## Istorie

### Mitropolia de Kiev
În 988, ca urmare a creștinării Rusiei kieviene prin cneazul Vladimir I al Kievului, s-a format prima biserică creștină ucraineană cu centrul său în orașul Kiev sub denumirea de Mitropolia din Kiev a Patriarhiei Ecumenice a Constantinopolului.
Ultimul mitropolit grec a fost Isidor al Kievului, începând cu 1437. Acesta a fost privit cu suspiciune de cneazul Vasili al II-lea al Moscovei, care totuși i-a permis să facă parte din delegația Patriarhiei Constantinopolului la Conciliul de la Florența (1439). După ce mitropolitul Isidor a proclamat unirea bisericească cu Roma de Paști în anul 1441 la Kremlin, a fost arestat. A reușit să scape în 1443, după care a plecat în exil. Conducerea politică de la Moscova a mutat scaunul mitropolitan de la Kiev la Moscova, în care a fost ales mitropolitul Iona al Moscovei⁠(en)[traduceți], fără consultarea sau aprobarea Patriarhiei de Constantinopol. 
În 1685 Patriarhia Moscovei a început imixtiunea în treburile Mitropoliei de Kiev, subordonată Patriarhiei de Constantinopol, hirotonind la Moscova pe mitropolitul Gedeon al Kievului. În 1686, prin simonie, patriarhul ecumenic Dionisie al IV-lea (care, mai târziu, a fost anatem) a emis o scrisoare sinodală, prin a acordat patriarhului Moscovei dreptul de a hirotoni mitropoliții de Kiev. Rămânea însă obligatoriu ca mitropolitul de Kiev să-l menționeze Patriarhul Ecumenic al Constantinopolului ca primul său ierarh în orice slujire, proclamând și confirmând dependența sa canonică de biserica-mamă din Constantinopol, dar nici una din aceste condiții nu a fost îndeplinită.
La Kiev a fost ales mitropolitul unionist Grigore Bulgarul⁠(en)[traduceți], fapt care a marcat sciziunea dintre Kiev și Moscova. Această divizare a fost continuată prin Unirea de la Brest din 1596, care a generat Biserica Greco-Catolică Ucraineană.
După moartea mitropolitului Mihail Rogoza au urmat mitropoliții Ipatie Pociej (Ipati Potii) și Iosif Ruțki⁠(it)[traduceți], toți în comuniune cu papa de la Roma. De-abia în 1620 patriarhul de Ierusalim a hirotonit un mitropolit de Kiev care să nu fie în comuniune cu Roma, în persoana lui Iov Borețki⁠(en)[traduceți], care a păstorit simultan cu mitropolitul Ruțki.
Mitropolia de Kiev (neunită) a devenit una din diecezele obișnuite ale Patriarhiei Moscovei, când Petru cel Mare în 1722 l-a ales pe Varlaam (Voniatovici) în rangul de arhiepiscop, nu de mitropolit. Sfântul Sinod al Patriarhiei Ecumenice, în procesul de acordare a autocefaliei Bisericii Ucrainei în cadrul ședinței sale din 11 octombrie 2018, a anulat scrisoarea sinodală din 1686, din cauza simoniei.

### Acordarea autocefaliei
La 16 iunie 2016, în ajunul sinodului pan-ortodox, Rada Supremă a Ucrainei a aprobat apelul adresat patriarhului Bartolomeu pentru a acorda autocefalie Bisericii Ortodoxe din Ucraina, pentru a depăși consecințele divizării bisericești, prin convocarea unui conciliu de unire și anularea alipirii Patriarhiei de Kiev la Moscova.
Trecerea la acțiuni practice în Constantinopol a avut loc în primăvara anului 2018. După întâlnirea cu patriarhul Bartolomeu, președintele Ucrainei Petro Poroșenko i-a trimis o cerere pentru un tomos. El a fost sprijinit de Rada Supremă și de ierarhii UOC-KP și UAOC. Într-o declarație după ședința din aprilie, Sinodul Patriarhiei Ecumenice a anunțat că a acceptat plângerea bisericii ucrainene și a autorităților seculare.

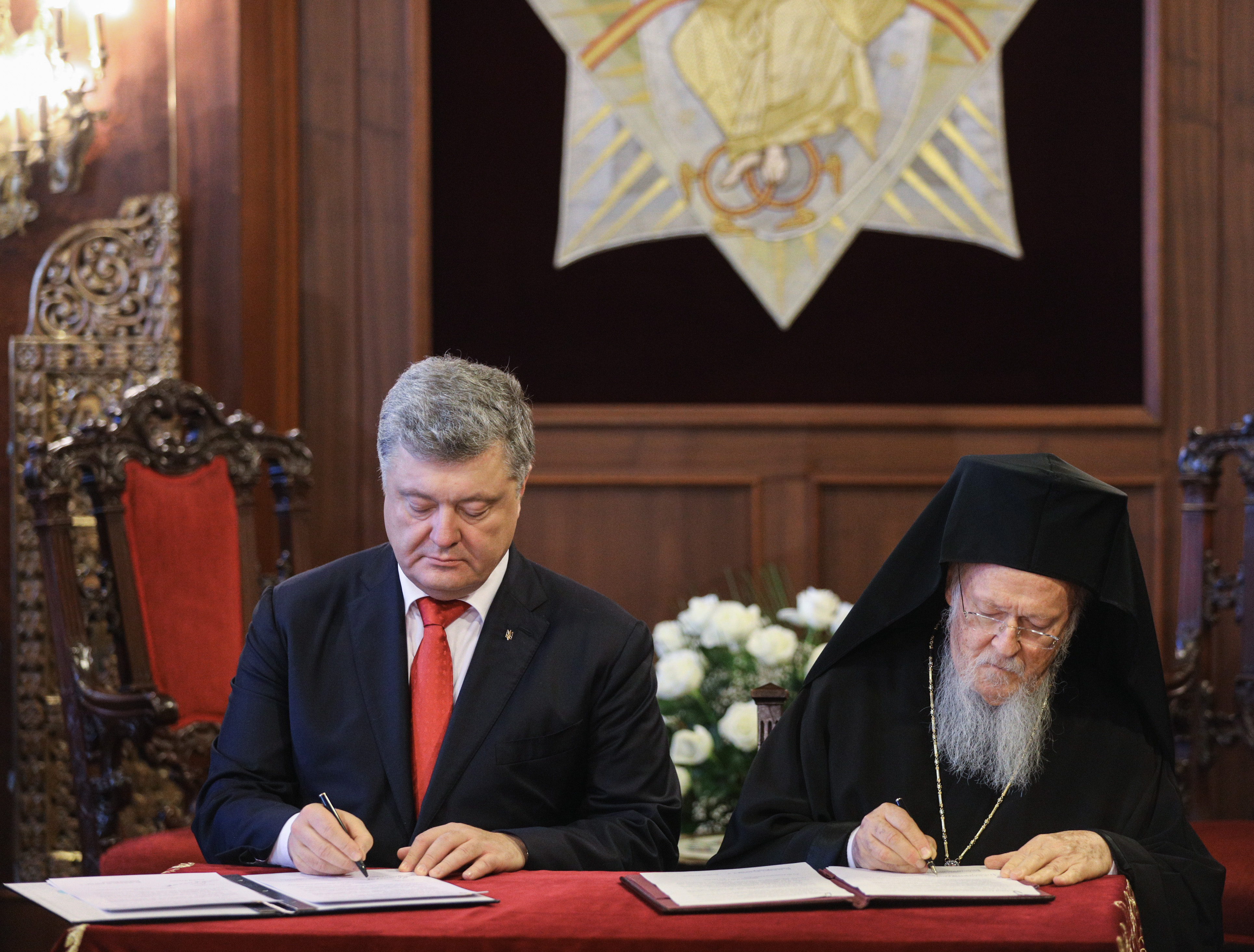
Semnarea acordului „Despre cooperarea și interacțiunea dintre Ucraina și Patriarhia Ecumenică a Constantinopolului”

La ședința desfășurată în perioada 9-11 octombrie 2018, Sinodul Patriarhiei Constantinopolului și-a confirmat decizia de a începe să dea autocefalie Bisericii Ortodoxe din Ucraina. Sinodul a decis, de asemenea, să reînnoiască stauropegia Patriarhului Ecumenic din Kiev, reînnoită „în gradul său episcopal sau preoțesc” Filaret (Denisenko), Makarie (Maletici)   și „adepții lor, care s-au trezit într-o schismă nu din motive dogmatice", „au abolit” obligația Scrisorii sinodale din 1686, care îi conferea Patriarhului Moscovei dreptul de a hirotoni mitropolitul Kievului ales de Consiliul preoților și credincioșilor al eparhiei sale" (prin sinod). "Că și în aceste condiții Mitropolitul de la Kiev" trebuia să menționeze Patriarhul Ecumenic ca Prim Arhiepiscop în orice slujbă, proclamând și confirmând dependența sa canonică de Biserica Mamă a Constantinopolului").

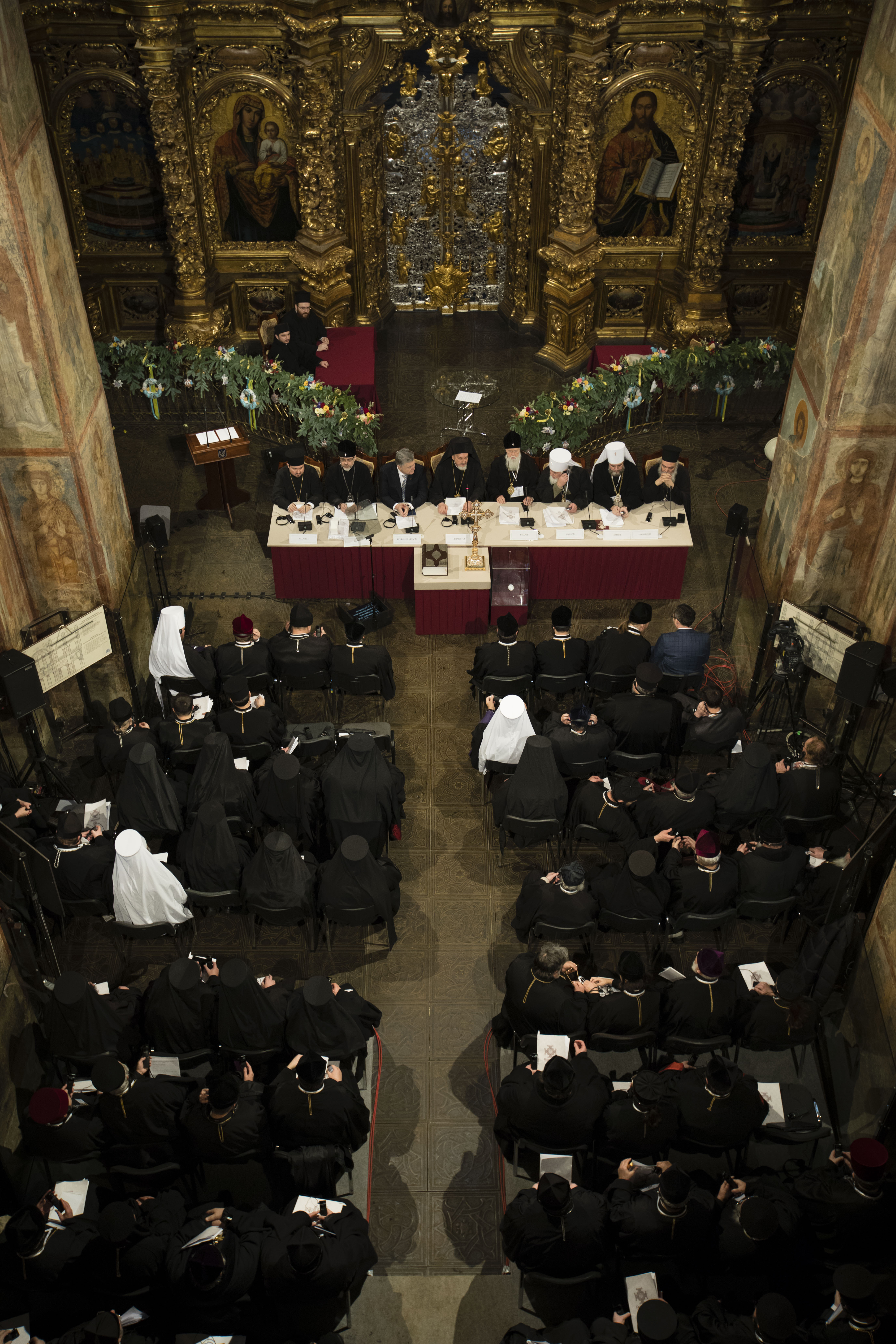
În timpul Consiliului

PCU a fost format la 15 decembrie 2018, la un consiliu local recunoscut de Patriarhia Ecumenică prin unirea jurisdicțiilor ortodoxe ucrainene pe baza independenței canonice depline. Consiliul a fost prezidat de un reprezentant al Patriarhiei Ecumenice, Mitropolitul Emmanuel al Galiei (Adamakis). Al cincilea președinte al Ucrainei, Petro Poroșenko, a participat la Consiliul Local ca invitat.
În seara aceleiași zile, Patriarhul Ecumenic a recunoscut oficial rezultatele Consiliului local de unificare, l-a felicitat pe mitropolitul Kievului și întregii Ucraine pentru alegeri și l-a invitat la liturghie și la prezentarea tomosului. Și pe 16 decembrie 2018, pentru prima dată în istorie, diaconul Patriarhiei Ecumenice a amintit de șeful Bisericii Ortodoxe din Ucraina împreună cu șefii altor biserici care fac parte din diptic (lista bisericilor ortodoxe autocefale locale).
La 5 ianuarie 2019, patriarhul Bartolomeu a semnat un tomos pe autocefalia PCU în biserica "Sf. Gheorghe" din Fanaria, după o liturghie comună cu mitropolitul Epifanie. Acest pergament a fost realizat de călugărul Lucas, caligraf și artist de la mănăstirea "Xenofon" de pe Muntele Athos.

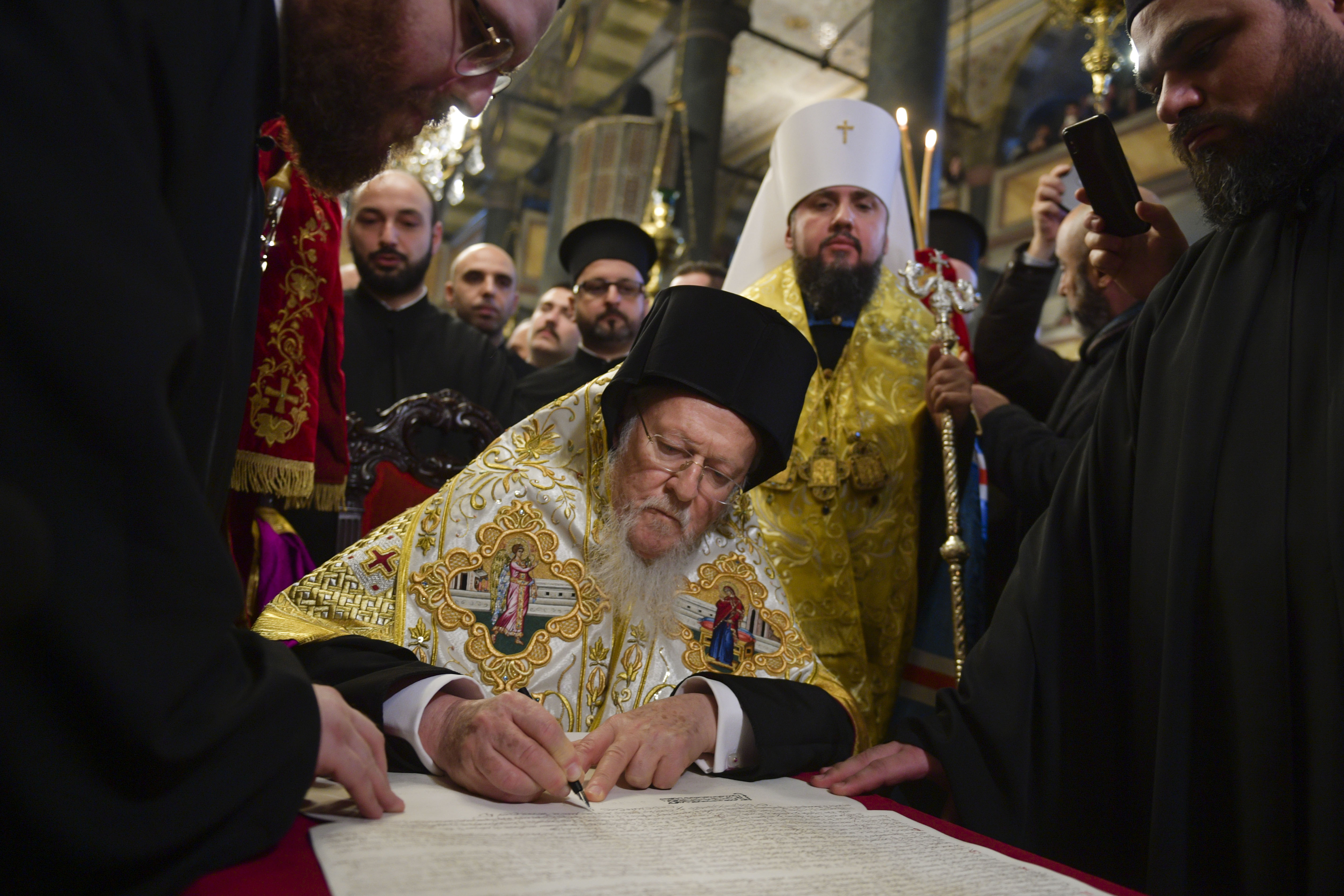
Patriarhul ecumenic Bartolomeu I a semnat un tomos despre autocefalia Bisericii Ortodoxe din Ucraina

Procesul de acordare a autocefaliei Bisericii Ortodoxe din Ucraina s-a încheiat pe 6 ianuarie 2019. În timpul slujbei comune din ziua Bobotezei, Patriarhul Ecumenic Bartolomeu i-a prezentat lui Epifanie, șeful ales al PCU, un personal metropolitan și un sul cu textul tomos-ului.
Întronarea mitropolitului Epifanie al Kievului și al întregii Ucrainei a avut loc la Catedrala "Sfânta Sofia" din Kiev pe 3 februarie 2019. Ceremonia a fost condusă de Mitropolitul Galiei Emanuel (Adamakis), fost șef al Bisericii Ortodoxe Autocefale Ucrainene Makarie (Maletici) și Mitropolitul de Vinița-Bar, Simeon (Șostațki).

## Structura canonică
În 2019 Biserica Ortodoxă a Ucrainei avea 47 de eparhii.

## Tranziția comunităților bisericești de la Patriarhia Moscovei la BOU
Din 15 decembrie 2018 până în 7 noiembrie 2022, 1.153 de comunități religioase și mănăstiri au anunțat trecerea de la Patriarhia Moscovei la Biserica Ortodoxă a Ucrainei.